# 琳达·麦吉尔
琳达·麦吉尔（英語：Linda McGill，1945年12月17日—2025年7月30日），澳大利亚女子游泳运动员。她曾代表澳大利亚参加1962年英联邦运动会游泳比赛，获得一枚金牌、一枚银牌和一枚铜牌。她也曾参加1964年夏季奥林匹克运动会。